# Juscorps

Juscorps este o comună în departamentul Deux-Sèvres, Franța. În 2009 avea o populație de 359 de locuitori.